# 王士禛
王士禛（1634年9月17日—1711年6月26日），小名豫孙，字貽上，號阮亭，別號漁洋山人，斋号蚕尾山房，人稱王漁洋、新城尚书，山東新城（今山東桓台）人，清代政治人物、文人，進士出身，康熙年間官至刑部尚書。工詩文，勤著述，著作有《渔洋山人精华录》、《池北偶谈》等五百餘種。卒諡文簡。

## 名字
王士禛的“禛”字，在他死后，于雍正時因避諱 ( 雍正漢名為胤禛 )，被人改稱王士正。乾隆帝復賜名士禎，并追諡文簡。

## 生平
出生於官僚世家。祖父王象晋是王之垣第三子。父亲王与敕。明崇禎七年，閏八月二十六日出生於豫省官舍，祖父呼之小名豫孫。祖父王象晉，官至明朝河南省布政使。
崇禎七年（1634年）八月二十六日，王士禛生於豫省官舍，象晉於“豫”得“孫”，遂命其小名为“豫孫”。七歲入鄉塾，後娶山东邹平张延登之孫女為妻。
顺治七年（1650年），应童子试，连得县、府、道第一。顺治十二年北上会试，中第五十六名，但没有继续参加殿试。順治十四年，集诸名士于大明湖，举办秋柳诗社，赋《秋柳诗》，十五年（1658年）登戊戌科進士。该年进士第二甲前十名至第三甲前列若干人都外放为推官，至次年（1659年），任揚州推官，“晝了公事，夜接詞人”。该年一整年王士禛都留在京师，直到顺治十七年三月方才到扬州。不久担任江南乡试同考官赶赴金陵，期间生了一场大病，几乎丧命。顺治十八年，痊愈之后，他前往京口、苏州等地游览，在太湖因叹赏美景而取号“渔洋山人”，渔洋本是太湖中一小山丘，当时正对着士禛住宿的圣恩寺。是年三月，他拜访了年事已高的钱谦益，谦益对他的才华颇为欣赏，为他的《渔洋山人集》作序。
康熙二年十月，迁礼部主客司主事。北上前在如皋冒襄的水绘园与陈维崧等人举办了禊事并赋诗。康熙六年，与董文骥、李天馥、陈廷敬等人结成文社。宋荦上京时与王士禛订交。康熙七年，迁仪制司员外郎。这一时期，王士禛的文名逐渐在京师打响，后进者纷纷带着文章前来请教。他慷慨提携后辈，别人交给他看的诗他都诚实地指出不佳之处并改正之。十年（1670年），迁户部福建司郎中。十一年（1672年）六月，担任四川乡试的负责人，前往四川。王士禛将期间经历写成《蜀道驿程记》。出蜀后因母丧奔回故里，不久长兄也病逝。至康熙十四年（1675年）夏，守丧期满，王士禛前往京师，陈廷敬、李天馥听闻后前来接应旧友，复与彭孙遹相会。十五年（1676年），补户部四川司郎中。康熙十七年（1678年），受到康熙帝召见，转侍读，入值南书房。升禮部主事。十八年，参与明史修纂工作，为明史纂修官之一。十九年，迁国子祭酒（大司成），上奏按照成化、弘治年间的礼仪规范孔庙祭祀典礼。康熙二十三年，迁詹事府少詹事，兼翰林院侍讲学士。当年十一月，奉命前往广东祭祀南海，旅途中所成篇什为《南海集》。南下途中因大雪而滞留东平，因喜爱当地小洞庭蚕尾山而借以为自己的斋号。翌年二月十日，王士禛抵达广州。祭祀完毕后途经赣州北返，顺道游历了庐山。回到京师不久又因父亲去世而奔丧归里。居丧期间，根据殷璠、高仲武等人的前例，选唐诗而成《唐选十集》，加以刊刻。康熙二十八年三月，在北京撰写了《池北偶谈》
康熙二十九年，迁左副都御史，充经筵讲官、三朝国史副总裁。九月，迁兵部督捕右侍郎。在任时将法令放宽。康熙三十年，与陈廷敬等人一同主考会试。三十一年八月，调任户部右侍郎，负责货币铸造事宜。三十三年，充任纂修《渊鉴类函》总裁官。康熙三十八年，官至刑部尚書。此前王士禛经历各个职位时，断案务求宽大。他在会审时力争，改正了众多冤案。康熙四十三年（1704年），因受王五案牵连，被以“瞻循”罪革职回乡。至此，王士禛前后宦海生涯共计四十五年。翌年，在家奉旨续修《群芳谱》，至四十六年告成《佩文斋广群芳谱》一百卷。该年黄叔琳在公事之余登门拜访。居家築有藏书楼池北书库，位于山东新城县。 
康熙四十九年（1710年），康熙帝眷念旧臣，特诏官复原职。同年罹患严重的疝气。康熙五十年（1711年）五月十一日卒。生前收藏被貧困的子孫典賣殆盡。

## 著作
漁洋與長兄王士禄、二兄王士禧、三兄王士祜皆有诗名。其一生著述达500余种，作诗4000余首，主要有《渔洋山人精华录》、《蚕尾集》、《池北偶谈》、《香祖笔记》、《居易录》、《古夫于亭雜錄》、《分甘餘話》、《渔洋文略》、《渔洋诗集》（词人陈维崧、順治十二年进士汪琬序）、《带经堂集》、《感旧集》等。作中間有明季入清之家事。

## 評價
《四庫全書總目提要》說：“士禛等以清新俊逸之才，範水模山，批風抹月，倡天下以‘不著一字，盡得風流’之說，天下遂翕然應之。”但《提要》同時指出其作品有“轻信小说与附会经意”的毛病，并以《古夫于亭杂录》一书为例，说该书“杂引众说，往往曼衍，又征据既繁，时有笔误”。
袁枚稱王士禛的诗歌“不过一良家女，五官端正，吐属清雅，又能加宫中之膏沐，薰海外之名香，取人碎金，成其风格。”，“然稍放縱，不加檢點，便蓬頭垢面，風姿全無。”
錢鍾書指王士禛的诗善于掩饰自己天赋之不足，在《谈艺录》中评渔洋诗：“一鳞半爪，不是真龙”，又說“渔洋天赋不厚，才力颇薄，乃遁而言神韵妙悟，以自掩饰。”
王士祯与蒲松龄是好友，曾为蒲评点《聊斋志异》并题诗共勉：「姑妄言之姑聽之，豆棚瓜架雨如絲。料應厭作人間語，愛聽秋墳鬼唱詩。」隨著《聊齋》的傳世，這首卷頭詩也成為王士禎最有知名度的作品，有時甚至被誤以為是《聊齋》作者蒲松齡所作。

## 延伸閱讀
[在维基数据编辑]
 在维基文库阅读此作者作品（ 在维基共享资源阅览影像）
 《清史稿/卷266》，出自趙爾巽《清史稿》

## 外部連結
- 李孝悌：〈士大夫的逸樂：王士禎在揚州〉。
- 孫康宜：〈王士禛與文學新典範 （页面存档备份，存于）〉。
- 孙康宜：〈成为典范：渔洋诗作及诗论探微 （页面存档备份，存于）〉。

| 官衔          | 官衔                                                                                       | 官衔        |
| ------------- | ------------------------------------------------------------------------------------------ | ----------- |
| 前任： 李振裕 | 刑部漢尚書 康熙三十八年十一月己亥－康熙四十三年九月戊午 （1699年12月25日－1704年10月19日） | 繼任： 王掞 |